# Phaio stratiotes
Phaio stratiotes là một loài bướm đêm thuộc phân họ Arctiinae, họ Erebidae.